# Міжнародна мінералогічна асоціація
Міжнаро́дна мінералогі́чна асоціа́ція (англ. International Mineralogical Association (IMA)) — міжнародна група 38 національних організацій, мета якої — розвиток мінералогії, зокрема стандартизація номенклатури понад 4800 відомих мінеральних видів. MMA є складовою частиною Міжнародної спілки (союзу) геологічних наук (МСГН).
Найактивнішою в ММА є Комісія з нових мінералів та назв мінералів (Commission on New Minerals and Mineral Names (CNMMN)) утворена у 1959 р. Вона координує присвоєння назв нововідкритим мінералам і перегляд існуючих назв. 
Членами ММА є:
- Австрійське мінералогічне товариство (Österreichische Mineralogische Gesellschaft);
- Геологічне товариство Бразилії (Sociedade Brasileira de Geologia);
- Мінералогічна асоціація Канади (Mineralogical Association of Canada);
- Французьке товариство з мінералогії і кристалографії (Société Française de Minéralogie et de Cristallographie);
- Німецьке мінералогічне товариство (Deutsche Mineralogische Gesellschaft);
- Італійське товариство з мінералогії і петрології (Società Italiana di Mineralogia e Petrologia);
- Мінералогічне товариство Японії (Mineralogical Society of Japan);
- Російське мінералогічне товариство (Российское минералогическое общество);
- Мінералогічна асоціація Південної Африки (Mineralogical Association of South Africa);
- Шведське мінералогічне товариство (The Swedish Mineralogical Society);
- Швейцарське мінералогічне і петрографічне товариство (Schweizerische Mineral- und Petrographische Gesellschaft);
- Мінералогічне товариство Великої Британії та Ірландії (Mineralogical Society of Great Britain and Ireland);
- Мінералогічне товариство Америки (Mineralogical Society of America).

З 1994 р. до ММА входить і Українське мінералогічне товариство (УМТ).

## Медаль IMA
Медаль IMA за видатні досягнення в мінералогічних дослідженнях була створена 2006 року. Її присуджують за наукову досконалість і видатність, яка представлена довгостроковими видатними науковими публікаціями в галузі мінералогічних наук. Це одна з найвидатніших нагород у мінералогічних дослідженнях і являє собою нагороду за життєві досягнення.

## Інтернет-ресурси
- IMA homepage [Архівовано 1 листопада 2016 у Wayback Machine.]
  - IMA medal [Архівовано 10 листопада 2016 у Wayback Machine.]
  - IMA — Commission on New Minerals, Nomenclature and Classification (CNMNC) [Архівовано 14 лютого 2017 у Wayback Machine.]
- IMA — Mineralogical Society of America [Архівовано 3 листопада 2016 у Wayback Machine.]